# Кидрук, Максим Иванович
Максим Иванович Кидрук (укр. Максим Іванович Кідрук; род. 1 апреля 1984, Владимирец) — украинский писатель, путешественник, колумнист мужского журнала «XXL». Соучастник акции «На Зеландию!» вместе с Сергеем Притулой, автор ролика «Азаров, ай-яй-яй!», автор первого украинского технотриллера «Бот». По образованию инженер-энергетик. Побывал в более чем в 30 странах, среди которых Мексика, Эквадор, Перу, Китай, Чили, Бразилия, Ангола, Намибия, Новая Зеландия и др.

## Биография
Родился 1 апреля 1984 в пгт Владимирец Ровенской области. Учился в физико-математическом классе с углубленным изучением иностранного языка. В 2001 году окончил школу с золотой медалью. В том же году поступил на механико-энергетический факультет в технический университет в Ровно (специальность «Теплоэнергетика»). На третьем курсе начал работать на российскую компанию «АСКОН» программистом. Занимался разработкой CAD-систем.
В 2005 переехал в Киев. Вступил в аспирантуру НТУУ «КПИ» на теплоэнергетический факультет.
В 2007 Максим Кидрук выиграл грант на обучение за рубежом и выехал в Стокгольм, где поступил в аспирантуру Королевского технологического института (швед. Kungliga Tekniska högskolan). Начинает путешествовать по Европе.
В 2007—2008 гг. побывал в Финляндии, Норвегии, Италии, Франции, балтийских республиках.

## Творчество

### Тревелоги
Летом 2008 Кидрук отправляется в длительное путешествие по Мексике. Она стала первым путешествием писателя за океан. Результатом поездки стала книга «Мексиканские хроники. История одной Мечты», которая в 2009 получила II премию на конкурсе «Коронация слова». По его словам, эта страна имела для него очень важное значение:
Далекая латиноамериканская страна выжигала мозг, манила, словно кареглазая восточная красавица соблазняла своими роскошными прелестями. И тогда я окончательно понял: у меня есть Мечта, имя её - Мексика.
Летом 2009 он осуществляет ещё одно большое путешествие — в Южную Америку (Эквадор, Перу, Чили) и на остров Пасхи, где Макс Кидрук стал первым официально зарегистрированным украинцем. На основе этой поездки была написана книга «Путешествие на Пуп Земли» (в двух томах), вышедшей в 2010 году. В ней Кидрук рассказывает о причинах, по которым он бросил обучение в аспирантуре и вернулся из Швеции вУкраину.
В том же году «Мексиканские хроники» занимают второе место на конкурсе «Книга года от журнала Корреспондент». Позже в декабре Кидрук из-за ссоры с девушкой отправляется в путешествие в Пантанал (Бразилия). Это путешествие легло в основу книги «Любовь и пираньи».
Зимой 2010—2011 Кидрук путешествует странами Ближнего Востока (Ливан, Сирия, Иордания и Египет). Целый месяц проводит в пустыне Сахара, посетив все пять оазисов: Дахла, Аль-Харга, Фарафра, Бахария и Сива. В начале февраля, вернувшись из Сахары, писатель стал свидетелем египетской революции.
В апреле 2011 отправился в Новую Зеландию в рамках акции «На Зеландию!», организованную вместе с Сергеем Притулой. По словам участников акции, её цель — «…передать привет новозеландцам, отплатив тем самым за бесстыдный конкурс „Win a Ukrainian Wife“.
В декабре 2011 — феврале 2012 путешествовал Намибией и Анголой.
В апреле 2014 году вышли автобиографическая книга „На Зеландию!“, в которой Максим Кидрук описал свои впечатления от путешествий по Сахаре и египетской революции в Каире, истории в аэропорту Дамаска и месть в рамках акции „На Зеландию!“.

### Технотриллеры
В начале 2012 года Кидрук заявил о завершении работы над первым украинским техно-триллером. Книга под названием „Бот“ вышла 25 сентября 2012 в издательстве „Клуб семейного досуга“. Роман стартовал на 16-м месте в ТОП-20 сети магазинов „Є“. После двух недель продаж книга поднялась на 2-ю позицию.
В сентябре 2013 появился технотриллер Максима Кидрука „Твердыня“. 13-14 сентября роман был представлен на 20-м Форуме издателей во Львове, а 17 сентября — в Киеве в книжном магазине „Є“. Тур в поддержку книги „Твердыня“ состоял из 28 городов и более 38 презентаций.
Осенью 2014 года в издательстве „Клуб семейного досуга“ вышел триллер „Жестокое небо“ — роман-катастрофа с элементами детектива, который автор характеризует как первый украинский роман об украинской авиации. В книге рассказывается драматическая история о расследовании авиакатастрофы украинского самолёта во Франции, частично основанной на реальных событиях. Одной из особенностей романа является то, что главным героем стала женщина.
Тур в поддержку книги „Жестокое небо“ состоял из 23 городов и 24 презентаций.

### Другое
В апреле 2015 году на заказ польского издательства Akurat появилась публицистическая книга „Ja, Ukrainiec“. Украинское издание напечатало издательство „Клуб семейного досуга“ под названием „Небратние“. В книге анализируется история отношений Украины и России от освободительной войны под руководством Богдана Хмельницкого до евромайдана и войны на Востоке.

## Библиография

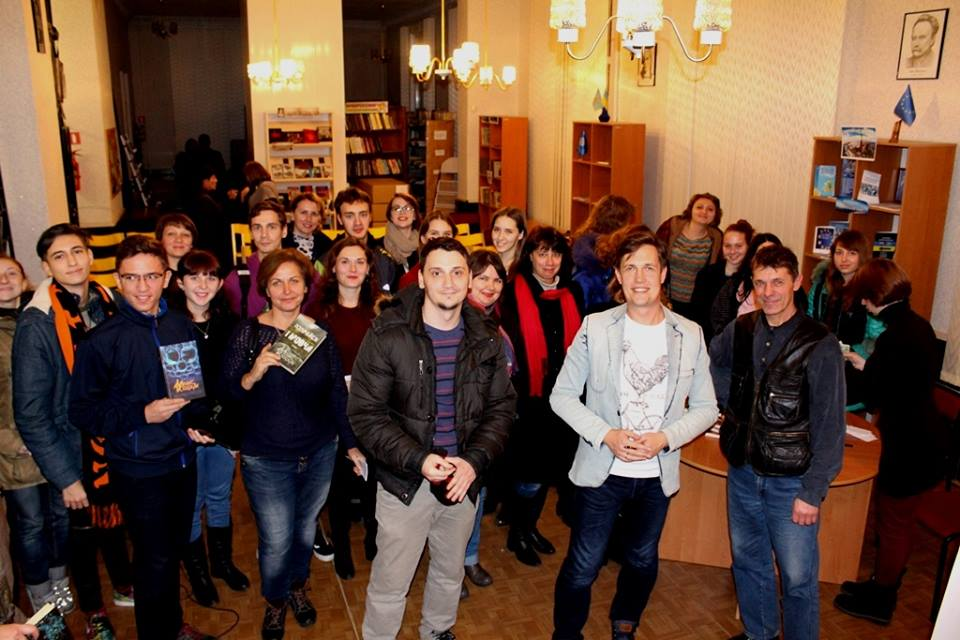
В Мелитополе

### Художественные книги
- 2009 — „Мексиканские хроники. История одной мечты“ — Киев: Нора-Друк, серия „Мандры“, 304 с. — ISBN 978-966-2961-46-1
- 2010 — „Путешествие на Пуп Земли. Том 1.“ — Киев: Нора-Друк, серия „Мандры“, 256 с. — ISBN 978-966-2961-60-7
- 2010 — „Путешествие на Пуп Земли. Том 2.“ — Киев: Нора-Друк, серия „Мандри“, 224 с. — ISBN 978-966-2961-61-4
- 2011 — „Бешеные в Мексике“ — Харьков: Книжный клуб „Клуб семейного досуга“, 288 с. — ISBN 978-966-14-1253-7
- 2011 — „Бешеные в Перу“ — Харьков: Книжный клуб „Клуб семейного досуга“, 304 с. — ISBN 978-966-14-1188-2
- 2011 — „Любовь и пираньи“ — Киев: Нора-Друк, серия „Мандры“, 322 с. — ISBN 978-966-29-6148-5
- 2012 — „Бот“ — Харьков: Книжный клуб „Клуб семейного досуга“, 484 с. — ISBN 978-966-14-4005-9
- 2013 — „Твердыня“ — Харьков: Книжный клуб „Клуб семейного досуга“, 592 с. — ISBN 978-966-14-5686-9
- 2014 — „На Зеландию!“ — Харьков: Книжный клуб „Клуб семейного досуга“, 256 с. — ISBN 978-966-14-6310-2
- 2014 — „Жестокое небо“ — Харьков: Книжный клуб „Клуб семейного досуга“, 608 с. — ISBN 978-966-14-7843-4
- 2015 — „Бот: Гуаякильский парадокс“ — Харьков: Книжный клуб „Клуб семейного досуга“, 512 c. — ISBN 978-966-14-9632-2
- 2016 — „Загляни в мои сны“ — Харьков: Книжный клуб „Клуб семейного досуга“, 528 с. — ISBN 978-617-12-1504-7
- 2017 — „Не оглядывайся и молчи“ — Харьков: Книжный клуб „Клуб семейного досуга“, 512 с. — ISBN 978-617-12-3865-7
- 2018 — „Где нет бога“ — Харьков: Книжный клуб „Клуб семейного досуга“, 480 с. — ISBN 978-617-12-4950-9
- 2019 — „Ради будущего“ — Харьков: Книжный клуб „Клуб семейного досуга“, 304 с. — ISBN 978-617-12-5961-4
- 2019 — „Пока свет не погаснет навсегда“ — Харьков: Книжный клуб „Клуб семейного досуга“ — ISBN 978-617-12-6116-7

### Публицистические книги
- 2015 — „Небратские“ — Харьков: Книжный клуб „Клуб семейного досуга“, 304 с. — ISBN 978-966-14-8789-4

### Книги в соавторстве
- 2011 — „20 писателей современной Украины“ — Харьков: Фолио. (в соавторстве), 388 с. — ISBN 978-966-03-5741-9
- 2011 — „Писатели о футболе“ — Харьков: Книжный клуб „Клуб семейного досуга“, 288 с. (в соавторстве) — ISBN 978-966-14-1385-5
- 2014 — „Ода к радости“ — Харьков: Книжный клуб „Клуб семейного досуга“, 272 с. (в соавторстве) — ISBN 978-966-14-7630-0
- 2015 — „Волонтеры. Мобилизация добра“ — Харьков: Книжный клуб» Клуб семейного досуга", 256 с. (в соавторстве) — ISBN 978-966-14-8777-1

### Переводы
- 2012 — «Wodka für den Torwart: 11 Fußball-Geschichten aus der Ukraine» (на немецком) — Берлин: edition.fotoTAPETA, 208 с. (в соавторстве) — ISBN 978-3-940524-16-4
- 2013 — «Бот» (на русском) — Харьков: Книжный клуб «Клуб семейного досуга», 468 с. — ISBN 978-5-9910-2625-3
- 2014 — «MAJDAN!: Ukraine, Europa.» (На немецком) — Берлин: edition.fotoTAPETA, 160 с. (в соавторстве) — ISBN 978-3-940524-28-7
- 2014 — «Bot» (на польском) — Варшава: Издательство «Akurat», 624 с. — ISBN 978-83-7758-770-6
- 2015 — «Ja, Ukrainiec» (на польском) — Варшава: Издательство «Akurat», 592 с. — ISBN 978-83-287-0004-8

### Технические книги
- 2008 — Кидрук Максим. ArCon Дизайн интерьеров и архитектурное моделирование для всех. — Питер, 2008. — ISBN 978-5-91180-900-3.
- 2009 — Кидрук Максим. КОМПАС-3D V10 на 100 %. — Питер, 2009. — ISBN 978-5-388-00375-1.
- 2009 — Кидрук Максим. Видеосамоучитель по КОМПАС-3D (DVD). — Питер, 2009. — ISBN 978-5-388-00701-8.
- 2010 — Кидрук Максим. Работа в системе проектирования КОМПАС-3D V11. — Эксмо, 2010. — ISBN 978-5-699-38182-1.

## Популяризация путешествия
Находясь в Намибии, Макс Кидрук снял видеоролик «Азаров, ай-яй-яй!», на котором африканское племя химба разговаривает на украинском. Африканцы четко произносят фразы на украинском языке «Азаров, как тебе не стыдно?», «Когда ты выучишь язык?» И «Азаров, ай-яй-яй!». Видео стало популярным в интернете.
Периодически Максим читает в «Кругозоре» курс «Как самостоятельно организовать путешествие по Латинской Америке». Рассказывает, как составить маршрут, сделать путешествие максимально экономным, получить визы и тому подобное.
Кидрук сотрудничает с украинскими журналами. Опубликовал более 40 статей о путешествиях в украинских журналах «Мандри», «Український тиждень», «РИА Львів», «Велика прогулянка», газете «Високий замок». Рассказы и критические статьи напечатаны в литературном журнале «Днепр», газете «Литературная Украина».
В ноябре 2014 г. Максим Кидрук совместно с организацией «Литература. RV» начали научно-популярный проект «Quantum» в Киеве. Целью данного проекта является расширение мировоззрения зрителей, ведь среди тем лекций темы о космических телах и квантовой физике.

## Политическая деятельность
На парламентских выборах 2012 года Максим Кидрук баллотировался в Верховную Раду Украины от партии УДАР Виталия Кличко по 99-му избирательному округу (г. Кировоград). В результате выборов Кидрук занял третье место, набрав 11115 голосов; выиграл выборы выдвиженец от партии «Батькивщина» Андрей Табалов (28783 голосов).

## Личная жизнь
Отец — украинский писатель-юморист Иван Николаевич Кидрук. Женат.